# 작은사자자리 20
작은사자자리 20은 작은사자자리 방향으로 지구로부터 49.1 광년 떨어져 있는 쌍성이다. 짝별은 적색 왜성으로 나이는 많으나 활동량이 크며 중원소함량 또한 높은 편이다. 이 별의 고유 운동량은 상대적으로 크다. 주인별과 짝별은 현재 14.5 초각 떨어져 있다.

## 같이 보기
- 뜨거운 해왕성